# 奥瑟勒市镇
奥瑟勒市镇（瑞典語：Åsele kommun）是瑞典北部西博滕省的一个市镇。其治所位于奥瑟勒。
奥瑟勒市镇有可能成为欧洲最大的佛寺所在地。